# Acta Præhistorica
Acta Præhistorica fue una revista académica anual, publicada en forma bilingüe español-alemán, editada en la ciudad de Buenos Aires entre los años 1957 y 1972. Esta revista constituía el órgano de difusión del llamado Centro Argentino de Estudios Prehistóricos, una institución creada por residentes alemanes en Argentina durante la década de 1950.

## Contexto de la revista

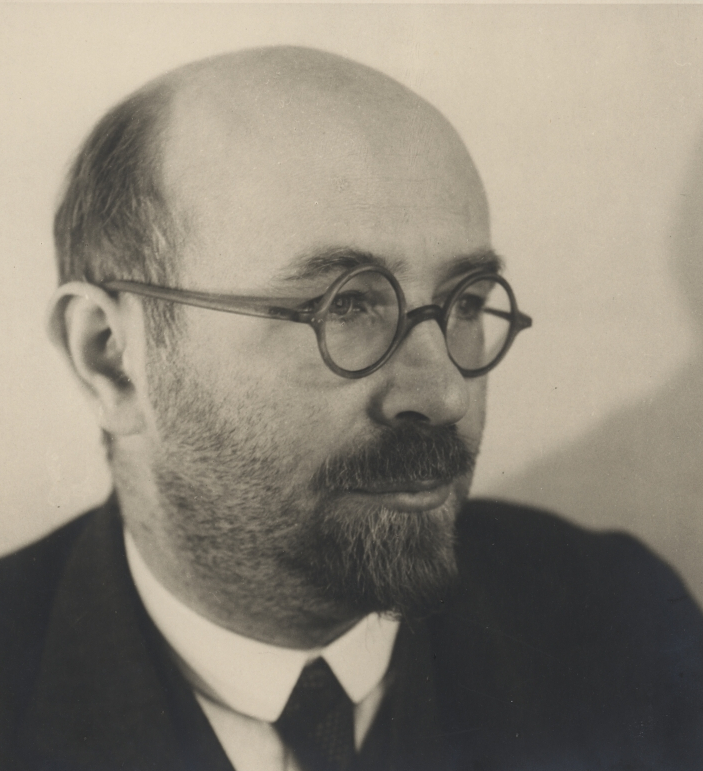
Foto de Osvaldo Menghin en la década de 1930.

El primer número de la revista salió en el año 1957. Fue creada a instancias del arqueólogo austríaco Osvaldo Menghin, quien se constituyó en fundador y director de la misma, para dar rienda a su interés por los pueblos cazadores y recolectores sudamericanos.
Menghin había sido un destacado arqueólogo prehistoriador europeo de ideología católica y nacional socialista, cuya reputación académica había quedado manchada por su participación como Ministro de Educación del gobierno interino austríaco filo-nazi que avaló la anexión de Austria con la Alemania nazi en marzo de 1938, y continuó siendo funcionario durante un tiempo más. Años más tarde, en 1948 emigró a Argentina, donde logró insertarse con éxito en los círculos académicos nacionales, quienes lo recibieron como un gran profesor que podría darle un fuerte impulso y legitimidad a la disciplina arqueológica en el país. La publicación logró salir adelante con el apoyo de un mecenas en el contexto del Centro Argentino de Estudios Prehistóricos, Juan Bernhardt. En este sentido, la revista salía publicada por fuera de los canales oficiales, como ser universidades o institutos públicos.

## Historia y objetivos
La revista se caracterizó por publicar artículos científicos en castellano y alemán, con resúmenes en ambos idiomas y los trabajos en uno u otro idioma. A su vez, según declara en su prólogo, se plantea como un puente entre las producciones académicas de dos hemisferios -americano y europeo- para la lucha por el conocimiento y mantenimiento de los valores más altos de la cultura humana. Las temáticas abordadas por la revista eran amplias e incluían artículos sobre arqueología patagónica, andina o del Viejo Mundo, tanto de Europa como, por ejemplo, de Egipto. Un número importante de artículos publicados fueron escritos por Osvaldo Menghin, así como también la gran mayoría de las reseñas de libros. Estos habían sido traducidos al español, las cuales en general estuvieron a cargo del profesor Osvaldo Chiri.
A su vez, algunos de los trabajos publicados por Menghin tuvieron amplia repercusión durante aquel tiempo, como parte de la corriente teórica difusionista alemana, conocida como histórico-cultural. Esta investigador fue un impulsor del estudio de las culturas prehistóricas según ciclos culturales que se difundían por el planeta. Esta corriente, de gran importancia en la prehistoria europea durante la primera mitad del siglo XX, fue especialmente fuerte en el arqueología argentina de mediados del siglo XX, producto de la migración de varios investigadores adscriptos a esta corriente teórica que no podían desarrollar sus investigaciones en Europa debido a sus vínculos, y en algunos casos claras simpatías, con los nazis. Esto produjo la paradoja que la corriente histórico cultural tuviera un auge durante estos años en Argentina mientras se hallaba en retroceso o desaparecía en el resto del mundo. Esta corriente, a la que pertenecieron destacados investigadores, como el mismo Menghin, pero también José Imbelloni, Marcelo Bórmida y Ciro Lafón, fue denominada Escuela de Buenos Aires. De esta forma, la revista Acta Præhistorica se constituyó en una vidriera para la difusión de ideas teóricas en el ámbito de la arqueología y prehistoria de la escuela difusionista alemana, que había logrado hacer pie fuertemente en la Argentina de aquellas décadas.

## Números publicados
Entre los años 1957 y 1972 salieron publicados 6 números en 11 volúmenes. La periodización en que eran editados fue irregular, como se observa en la tabla siguiente:
| Volumen | Año       |
| ------- | --------- |
| 1       | 1957      |
| 2       | 1958      |
| 3-4     | 1960-1961 |
| 5-6-7   | 1961-1963 |
| 8-9-10  | 1967-1970 |
| 11      | 1972      |